# Heteropoda sarotoides
Heteropoda sarotoides este o specie de păianjeni din genul Heteropoda, familia Sparassidae, descrisă de Järvi, 1914. Conform Catalogue of Life specia Heteropoda sarotoides nu are subspecii cunoscute.